# Прыжки на батуте на летних Олимпийских играх 2012
Соревнования по прыжкам на батуте на XXX летних Олимпийских играх проходили с 3 по 4 августа. 16 мужчин и 16 женщин разыгрывали два комплекта медалей.

## Медалисты
| Дисциплина | Золото                   | Серебро               | Бронза           |
| Мужчины    | Дун Дун Китай            | Дмитрий Ушаков Россия | Лу Чуньлун Китай |
| Женщины    | Розанна Макленнан Канада | Хуан Шаньшань Китай   | Хэ Вэньна Китай  |

## Расписание
| Дата      | Время         | Соревнования                   |
| --------- | ------------- | ------------------------------ |
| 3 августа | 14:00 — 16:15 | Квалификация и финал — Мужчины |
| 4 августа | 14:00 — 16:15 | Квалификация и финал — Женщины |

## Спортивный объект
| Арена O2            |
| ------------------- |
| Вид снаружи         |
| Вместимость: 16 500 |

## Медальный зачёт
| Общее количество медалей |        |        |         |        |       |
| Место                    | Страна | Золото | Серебро | Бронза | Всего |
| 1                        | Китай  | 1      | 1       | 2      | 4     |
| 2                        | Канада | 1      | 0       | 0      | 1     |
| 3                        | Россия | 0      | 1       | 0      | 1     |